# 艾倫·帕庫拉
艾伦·杰伊·帕库拉（英語：Alan Jay Pakula，1928年4月7日—1998年11月19日），美国电影导演、剧本作家、制作人，以对阴谋片的贡献闻名。

## 作品
- 1997年 《致命突擊隊》（The Devil's Own）
- 1993年 《絕對機密（英语：The Pelican Brief (film)）》（The Pelican Brief）
- 1992年 《夜驚情（英语：Consenting Adults (1992 film)）》（Consenting Adults）
- 1990年 《無罪的證人（英语：Presumed Innocent (film)）》（Presumed Innocent）
- 1989年 《異姓吸引力（英语：See You in the Morning (film)）》（See You in the Morning）
- 1987年 《鎖匙少年（英语：Orphans (1987 film)）》（Orphans）
- 1986年 《魔光夢影（英语：Dream Lover (1986 film)）》（Dream Lover）
- 1982年 《蘇菲的選擇》（Sophie's Choice）
  - 提名奧斯卡最佳改編劇本獎
- 1981年 《金融大恐慌（英语：Rollover (film)）》（Rollover）
- 1979年 《不結婚的男人（英语：Starting Over (1979 film)）》（Starting Over）
- 1978年 《牧場風雲》（Comes a Horseman）
- 1976年 《驚天大陰謀》（All the President's Men）
  - 提名奧斯卡最佳導演獎
  - 提名英國電影學院獎最佳導演
  - 提名金球獎最佳導演
- 1974年 《暗殺十三招》（The Parallax View）
- 1973年 《愛與痛的邊緣》（Love and Pain and the Whole Damn Thing）
- 1971年 《柳巷芳草》（Klute）
- 1969年 《何日卿再來》（The Sterile Cuckoo）
- 1962年 《怪屋疑雲》（To Kill a Mockingbird）（擔任製作人）
  - 提名奧斯卡最佳影片獎